# サン・ジョヴァンニ・デル・ドッソ
サン・ジョヴァンニ・デル・ドッソ（伊: San Giovanni del Dosso）は、イタリア共和国ロンバルディア州マントヴァ県にある、人口約1,200人の基礎自治体（コムーネ）。

## 地理

### 位置・広がり

#### 隣接コムーネ
隣接するコムーネは以下の通り。括弧内のMOはモデナ県所属を示す。
- コンコルディア・スッラ・セッキア (MO)
- ミランドラ (MO)
- ポッジョ・ルスコ
- クイステッロ
- サン・ジャコーモ・デッレ・セニャーテ
- スキヴェノーリア
- ボルゴ・マントヴァーノ

### 気候分類・地震分類
気候分類では、zona E, 2334 GGに分類される。
また、イタリアの地震リスク階級 (it) では、zona 3 (sismicità bassa) に分類される。